# Heist, Pinneberg
Heist là một đô thị tại huyện Pinneberg, trong bang Schleswig-Holstein, nước Đức. Đô thị này có diện tích 9,96 km², dân số thời điểm 31 tháng 12 năm 2006 là 2774 người.

## Người địa phương nổi bật
- Vijessna Ferkic (sinh 1987), nữ nghệ sĩ

Bản mẫu:Sơ bộ